# Scofield (Utah)
Pour les articles homonymes, voir Scofield.
Scofield est une municipalité américaine située dans le comté de Carbon en Utah. Lors du recensement de 2010, sa population est de 24 habitants, ce qui en fait la municipalité la moins peuplée de l'État. Scofield s'étend alors sur une superficie de 0,7 mille carré (1,81 km2).

## Histoire
La localité est fondée en 1879 lorsqu'un ranch s'y implante. En 1882, après la découverte de charbon, le chemin de fer atteint Pleasant Valley, qui est renommée en l'honneur de Charles W. Scofield, dirigeant d'une mine locale.
Le 1er mai 1900, environ 200 mineurs de la Pleasant Valley Coal Company meurent dans l'explosion d'une mine ; c'est la pire tragédie minière de l'État. En 1910, Scofield compte 746 habitants. La Pleasant Valley Coal Company ferme cependant en 1923, amorçant le long déclin de Scofield.